# قناع الموت الأحمر
قناع الموت الأحمر، هي قصة قصيرة كتبها إدغار آلان بو ونشرت عام 1842. تروي القصة محاولات الأمير بروسبيرو تجنب وباء خطير يعرف باسم الموت الأحمر عن طريق الاختباء في الدير ثم يقيم حفلة تنكرية مع عدة نبلاء آخرين ضمن سبع غرف من الدير، كل منها مزينة بلون مختلف. في خضم الاحتفالات تأتي شخصية غامضة متنكرة في زي ضحية الموت الأحمر وتشق طريقها نحو كل الغرف، يموت بروسبيرو بعد مواجهة هذا الغريب الذي يتبين فيما بعد أن لا شيء داخل زيه. يموت الضيوف بدورهم واحدا تلو الأخر أيضا.
تتبع القصة العديد من تقاليد الأدب القوطي وغالبا ما تم تحليلها بوصفها رمزية حول حتمية الموت، رغم أن بعض النقاد ينصحون بعدم قرائتها بشكل مجازي. عرضت العديد من التفسيرات المختلفة، فضلا عن محاولات لتحديد الطبيعة الحقيقية لهذا المرض. نشرت القصة أولًا في مايو 1842 في مجلة غراهام وتم اقتباسها في أشكال مختلفة بما في ذلك فيلم في عام 1964 بطولة فينسنت برايس وتم التلميح إليها في أعمال أخرى في العديد من وسائل الإعلام.

## ملخص أحداث القصة
تدور الأحداث في دير محصنة للأمير السعيد والشجاع والحكيم بروسبيرو. يلجأ بروسبيرو وألف نبيل آخر لهذه الدير المسورة هاربين من الموت الأحمر، وهو طاعون مرعب بأعراض مروعة يجتاح الأرض.
تغلب «الآلام الحادة» و «الدواخ المفاجئ» و«النزف الغزير من المسام» (التعرق المدمى) على الضحايا، ويموتون خلال نصف ساعة من إصابتهم. لا يكترث بروسبيرو وحاشيته بمعاناة السكان عامةً، ويفضلون ترقب نهاية الوباء برفاهية وأمان خلف جدران ملجأهم الآمن، محكمين إقفال أبوابهم.
يقيم بروسبيرو حفلة تنكرية في إحدى الليالي لتسلية زواره ضمن سبع غرف ملونة في الدير، كل واحدة من الغرف الستة الأولى مزينة ومضاءة بألوان محددة: أزرق، أرجواني، أخضر، برتقالي، أبيض، بنفسجي. والغرفة الأخيرة مزينة بالأسود ومضاءة بأضواء قرمزية، ينبعث «لون الدم القاتم» من نوافذها الزجاجية المصبوغة.
يمتلك قلة من الزوار الشجاعة الكافية للمغامرة بدخول الغرفة السابعة بسبب هذا المزيج المخيف من الألوان.
تنتصب ساعة سوداء كبيرة في هذه الغرفة، تدق أجراسها في تمام كل ساعة بصوت ينذر بالسوء، فيتوقف الجميع عن الكلام والرقص وتتوقف الفرقة الموسيقية عن العزف، وعندما تصمت، يعود الجميع مباشرةً لإكمال الحفلة التنكرية.
عند دقة أجراس الساعة في منتصف الليل، يلاحظ بروسبيرو والمحتفلون شيئًا في الظلام، ثوبًا ملوثًا بالدم يشبه كفن الجنازة. يحاكي قناع هذه الشخصية وجهًا جامدًا لجثة، ويظهر سمات الموت الأحمر. يطلب بروسبيرو، بإهانة شديدة، أن يعرف هوية الضيف الغامض حتى يتمكن من شنقه. يخاف الضيوف من الاقتراب من الرجل، فيتركوه يعبر خلال الغرف الستة.
يلاحقه الأمير رافعًا خنجره، ويحصر الضيف في زاوية الغرفة السابعة، حين يلتفت الضيف ليواجهه، يطلق الأمير صرخةً حادةً ويسقط ميتًا. يندفع الزوار الغاضبون والمذعورون إلى الغرفة السوداء ويزيلون القناع والرداء بالقوة، لكنهم لا يجدون شيئًا تحته ما يدخل الرعب في نفوسهم. عندها فقط يدركون أن الزي كان فارغًا وأن كل الضيوف أصيبوا بالعدوى واستسلموا للموت. يظهر هذا في السطر الأخير من القصة: «سيطر الظلام والبلاء والموت الأحمر بشكل مطلق على الجميع».

## تحليل القصة
تأثرت القصة بشكل مباشر بأول رواية قوطية، التي حملت عنوان قلعة أوترانتو للكاتب هوراس والبول، تبنى بو في رواية قناع الموت الأحمر العديد من الأعراف المأخوذة من الأدب القوطي التقليدي، من ضمنها إعداد القلعة. قد تكون الغرف المتعددة المنفصلة تمثيلًا للدماغ البشري، مظهرةً الأنواع المختلفة للشخصيات.
يرمز الدم والوقت في القصة أيضًا إلى المادية. قد يمثل الوباء في الواقع السمات النموذجية لحياة الإنسان وموته، التي تدل على أن القصة كلها عبارةٌ عن تمثيل محاولات رجل خائب إبعاد الموت عنه (وهذه دلالةٌ متفق عليها بشكل واسع).
على كل حال، لا يوجد جدل كبير حول تفسير معنى «قناع الموت الأحمر». يقترح البعض أنه لا يملك معنًى مجازيًا، خاصةً أن بو يعترف بكراهيته لدمج التعليم بالأدب. إن كانت القصة تملك عبرة فعلًا، فإن بو لم يذكر هذه العبرة بشكل صريح في النص.
يمثل الدم، الذي نال تأكيدًا كبيرًا عبر الرواية، إلى جانب اللون الأحمر، رمزًا مزدوجًا يمثل الحياة والموت. وهذا ما مثله الشخص المقنع الذي لم يذكر صراحةً أنه الموت الأحمر. إلا أنه محتفل في زي الموت الأحمر وحسب، جاعلًا ظهوره في الغرفة الواقعة أقصى الشرق، والملونة بالأزرق، اللون الذي يرتبط غالبًا بالميلاد.
رغم أن هدف قلعة بروسبيرو كان تجنب المرض، أصبحت في نهاية المطاف هيكلًا مليئًا بالطغيان، وأصبح تصميمها الشبيه بالمتاهة ونوافذها الضيقة الطويلة في الغرفة السوداء الأخيرة مثار سخرية، بلغت درجة الاستبداد أنه «كان هناك عدد قليل من الضيوف الجريئين بما يكفي ليخطوا حرمها». بالإضافة إلى أن القلعة يجب أن تكون مساحة مغلقة، رغم ذلك كان الغريب قادرًا على التسلل إلى الداخل، ما يشير إلى أن السيطرة كانت عبارة عن وهم.

## روابط خارجية
- قناع الموت الأحمر على موقع الموسوعة البريطانية (الإنجليزية)